# Phyllis Harding
Phyllis Mae Harding, später Phyllis Mae Turner, (* 15. Dezember 1907 in Wandsworth, London; † 16. November 1992 in Rugby, England) war eine britische Schwimmerin, die eine olympische Silbermedaille gewann. Bei Europameisterschaften erschwamm sie eine Silbermedaille und zwei Bronzemedaillen.

## Karriere
Phyllis Harding begann im Brustschwimmen, wechselte dann aber zum Rückenschwimmen. 1924 stellte sie ihren ersten britischen Landesrekord auf. Bei den Olympischen Spielen 1924 in Paris trat Phyllis Harding im 100-Meter-Rückenschwimmen an. Sie konnte sich als Zweite ihres Vorlaufs für das Finale qualifizieren, während ihre Landsfrauen Ellen King und Helen Boyle ausschieden. Im Finale siegte Sybil Bauer aus den Vereinigten Staaten mit vier Sekunden Vorsprung vor Phyllis Harding, die ihrerseits 0,8 Sekunden Vorsprung auf die zweite Amerikanerin Aileen Riggin hatte.
1927 fanden nach 1926 die zweiten Europameisterschaften statt. Bei den Schwimmeuropameisterschaften 1927 in Bologna standen erstmals auch Wettbewerbe für Frauen auf dem Programm. Phyllis Harding gewann über 100 Meter Rücken die Bronzemedaille hinter den beiden Niederländerinnen Wilhelmina den Turk und Marie Braun. 1928 bei den Olympischen Spielen in Amsterdam erreichten sieben Schwimmerinnen das Finale über 100 Meter Rücken, darunter die beiden Britinnen Ellen King und Margaret Cooper. Phyllis Harding verfehlte das Finale mit der neuntschnellsten Zeit der Vorläufe.
1930 fanden im kanadischen Hamilton die British Empire Games statt, Vorläufer der Commonwealth Games. Margaret Cooper gewann den Wettbewerb im 100-Yards-Rückenschwimmen vor der Waliserin Valerie Davies und Phyllis Harding. Die englische 4-mal-100-Yards-Freistilstaffel mit Margaret Cooper, deren Schwester Doren Cooper, Olive Joynes und Phyllis Harding gewann den Titel vor den Kanadierinnen und den Schottinnen mit Ellen King. 1931 bei den Europameisterschaften in Paris siegte Marie Braun über 100 Meter Rücken, dahinter erkämpften Margaret Cooper und Phyllis Harding Silber und Bronze. Auch in der 4-mal-100-Meter-Freistilstaffel siegten die Niederländerinnen, dahinter erreichten Valerie Davies, Phyllis Harding, Jean McDowell und Margaret Cooper den zweiten Platz. Im Mai 1932 stellte Phyllis Harding in 1:18,6 Minuten einen Weltrekord über 100 Meter Rücken auf, der nach anderthalb Monaten von Eleanor Holm aus den Vereinigten Staaten unterboten wurde. Bei den Olympischen Spielen in Los Angeles siegte Eleanor Holm vor der Australierin Bonnie Mealing und Valerie Davies. Eine Zehntelsekunde hinter Davies erreichte Harding als Vierte das Ziel. Einen Monat nach den Olympischen Spielen verbesserte Harding den Weltrekord über 200 Meter Rücken um fast acht Sekunden auf 2:50,4 Minuten. Dieser Rekord wurde erst Anfang 1935 von der Niederländerin Hendrika Mastenbroek unterboten.
Im August 1934 fanden in London die British Empire Games 1934 statt. Phyllis Harding siegte über 100 Yards Rücken vor der Schottin Margot Hamilton und der für Wales startenden Valerie Davies. Außerdem gab es einen Wettbewerb in der 3-mal-110-Yards-Lagenstaffel, der Schmetterlingsstil war noch unbekannt. Hier gewannen die Kanadierinnen vor den Engländerinnen, bei denen Phyllis Harding auf der Rückenlage startete, es folgten Edna Hughes und Vera Kingston. Unmittelbar im Anschluss an die British Empire Games begannen in Magdeburg die Europameisterschaften 1934. Phyllis Harding belegte dort den vierten Platz im 100-Meter-Rückenschwimmen. 1935 und 1936 gewann Harding ihre beiden einzigen britischen Meistertitel. 1936 in Berlin nahm Harding als erste Schwimmerin zum vierten Mal an Olympischen Spielen teil. Harding erreichte noch einmal das Finale über 100 Meter Rücken und belegte den siebten Platz.
Nach dem Ende der Olympischen Spiele erklärte Phyllis Harding, dass ihre sportliche Karriere nun beendet sei und dass man sie künftig als Mrs. Turner ansprechen möge, da sie seit zwei Jahren verheiratet sei. Während ihrer Karriere hatte sie ihre Eheschließung nicht öffentlich bekannt gemacht. 1995 wurde Phyllis Harding in die International Swimming Hall of Fame aufgenommen.